# فضل حکیمی
فضل حکیمی (زاده ۲۷ مرداد -اسد ۱۳۵۶) بازیگر، کارگردان، فیلم نامه نویس و تهیه‌کننده اهل افغانستان است که در تورنتو کانادا زندگی می‌کند. او بیش از یازده فیلم را در کارنامه خود دارد و اولین فیلم خود را تحت نام تلاش در هالند ساخت که کارگردان و نویسندگی این فیلم را خودش به عهده داشت. حکیمی در سال ۱۳۹۲ فیلم کابلی پتهان را با دوستش مارشال ابرهیمی در هند ساخت.

## زندگی‌نامه
حکیمی در چهاردی شهر کابل بدنیا آمد. وی تحصیلات خود را در رشته ساختمان سازی به پایان رساند.
از ایام نوجوانی علاقه‌مند به ورزش بود و مدتی را نیز مربی ورزش‌های رزمی در شهر پلخمری بود. او بعدها کشور را به دلیل جنگ‌های داخلی ترک گفت و به هلند مهاجرت کرد و در سال ۱۳۸۳ به‌طور آماتور وارد عرصه سینما شد. فیلم‌هایی که او را بیشتر به شهرت رساند فیلم خانه بدوش و آشیانه هستند که در لندن و افغانستان تصویر برداری شدند.

## اجراها
حکیمی در فیلمی کوتاه از بی‌بی‌سی نیز کار کرد. وی همچنین در یک فیلم کانادایی به نام (خیابان لاشخور) نقشی منفی بازی کرد.

## فیلم‌شناسی
- خیابان لاشخور
- آشیانه
- تلاش
- وارث
- خانه بدوش
- کابلی پتهان